# Zhou Hongyi
Dans ce nom chinois, le nom de famille, Zhou, précède le nom personnel Hongyi.
Zhou Hongyi (en chinois simplifié : 周鸿祎 ; pinyin : Zhōu Hóngyī), né le 4 octobre 1970 à Huanggang (Hubei), est un entrepreneur et milliardaire chinois, cofondateur et président de la société de sécurité Internet Qihoo 360. En novembre 2018, il était classé par Forbes au 45e rang des plus grandes fortunes de Chine et au 135e rang de la liste des milliardaires du monde, avec une fortune estimée à 4,7 milliards de dollars.

## Jeunesse et formation
Zhou Hongyi naît à Huanggang, dans la province du Hubei. Il étudie à l'université Jiaotong de Xi'an, où il obtient une maîtrise ès sciences.

## Carrière
Zhou Hongyi est l'un des pionniers du marché Internet en Chine. En 1998, il fonde 3721, un moteur de recherche qui vend des mots-clés en chinois pour des noms de domaine en alphabet latin. 3721 est acquis par Yahoo! en 2004, pour 120 millions de dollars, Zhou Hongyi devenant alors directeur des opérations de Yahoo! en Chine. Cependant, des divergences d'ordre managérial entre Zhou Hongyi et Yahoo! conduisent cette dernière à vendre sa branche chinoise à Alibaba en 2005, tandis que Zhou Hongyi quitte son poste pour fonder Qihoo 360.

## Vie personnelle
Zhou Hongyi est marié et vit à Pékin.